# Aeroportul Yamaguchi Ube
Aeroportul Yamaguchi Ube (IATA: UBJ, ICAO: RJDC) este un aeroport din Ube, Prefectura Yamaguchi, Japonia ce deservește zona Ube. Aeroportul a fost tranzitat în 2023 de 848.636 de pasageri. A fost deschis în 1 iulie 1966 și numit după zona deservită.
Situat la o altitudine de 5 m, aeroportul dispune de o singură pistă. Este operat de Prefectura Yamaguchi.